# Наум Спиров
Наум Спиров е български общественик и революционер, деец на Вътрешната македоно-одринска революционна организация.

## Биография
Наум Спиров е роден в преспанското село Герман, тогава в Османската империя, днес в Гърция. Присъединява се към ВМОРО и е четник при Йонче от Охрид, Митре Влаха, Христо Цветков и Пандо Кляшев, участва в сражения при Горно Дреновени през 1905 година, Въмбел, Вълкодери и други. През 1914 година емигрира в САЩ със съпругата си Цвета, дъщеря на Трайко Христов Топалов - селски ръководител и войвода от Герман, и сина си Христо. Наум Спиров е член на Македонската патриотична организация.